# Лапьон
Лапьон (фр. Lappion) — коммуна во Франции, находится в регионе Пикардия. Департамент коммуны — Эна. Входит в состав кантона Гиньикур. Округ коммуны — Лан.
Код INSEE коммуны — 02409.

## Население
Население коммуны на 2010 год составляло 295 человек.
| 1962 | 1968 | 1975 | 1982 | 1990 | 1999 | 2010 |
| ---- | ---- | ---- | ---- | ---- | ---- | ---- |
| 361  | 337  | 266  | 226  | 252  | 292  | 295  |

## Экономика
В 2010 году среди 184 человек трудоспособного возраста (15—64 лет) 145 были экономически активными, 39 — неактивными (показатель активности — 78,8 %, в 1999 году было 69,8 %). Из 145 активных жителей работали 126 человек (71 мужчина и 55 женщин), безработных было 19 (8 мужчин и 11 женщин). Среди 39 неактивных 10 человек были учениками или студентами, 11 — пенсионерами, 18 были неактивными по другим причинам.